# Fagor (equip ciclista francès)

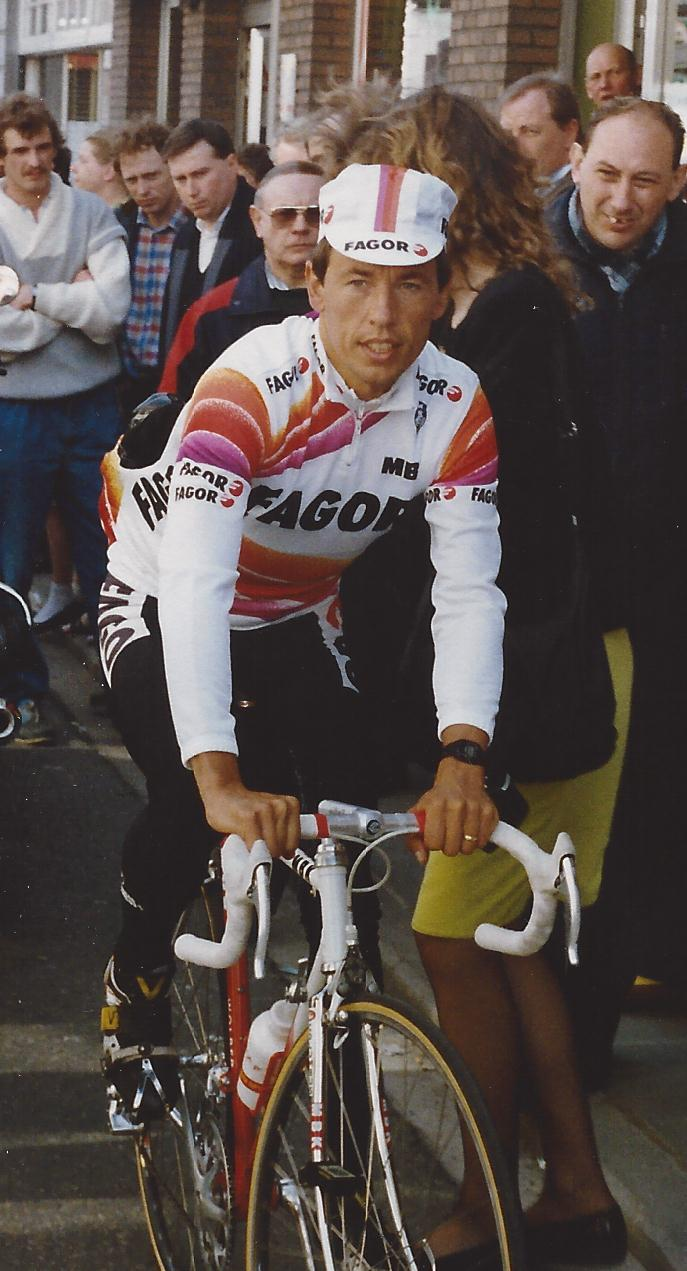
Eddy Schepers, membre de l'equip Fagor.

L'equip Fagor va ser un equip ciclista francès que competí professionalment entre el 1985 i 1989. No s'ha de confondre amb l'equip espanyol també anomenat Fagor.

## Principals resultats
- Bordeus-París: René Martens (1985)
- Clàssica d'Ordizia: Claude Seguy (1987)
- Volta al País Basc: Stephen Roche (1989)

### A les grans voltes
- Volta a Espanya
  - 3 participacions (1985, 1987, 1988)
  - 3 victòries d'etapa:
    - 1 el 1985: Alfons De Wolf
    - 2 el 1988: Sean Yates, Johnny Weltz

  - 2 classificació secundària:
    - Classificació de Joves: Johnny Weltz (1987)
    - Classificació dels esprints especials: Henri Abadie (1987)

- Tour de França
  - 5 participacions (1985, 1986, 1987, 1988, 1989)
  - 4 victòries d'etapa:
    - 2 el 1986: Frank Hoste, Alfons De Wolf
    - 2 el 1988: Sean Yates, Johnny Weltz

  - 0 classificació secundària:

- Giro d'Itàlia
  - 3 participacions (1986, 1987, 1989)
  - 5 victòria d'etapa:
    - 2 el 1986: Martin Earley, Pere Muñoz Machín
    - 2 el 1987: Jean-Claude Bagot, Robert Forest
    - 1 el 1989: John Carlsen

  - 2 classificació secundària:
    - Gran Premi de la muntanya: Pere Muñoz Machín (1986)
    - Classificació per equips: (1989)